# 大塘湖

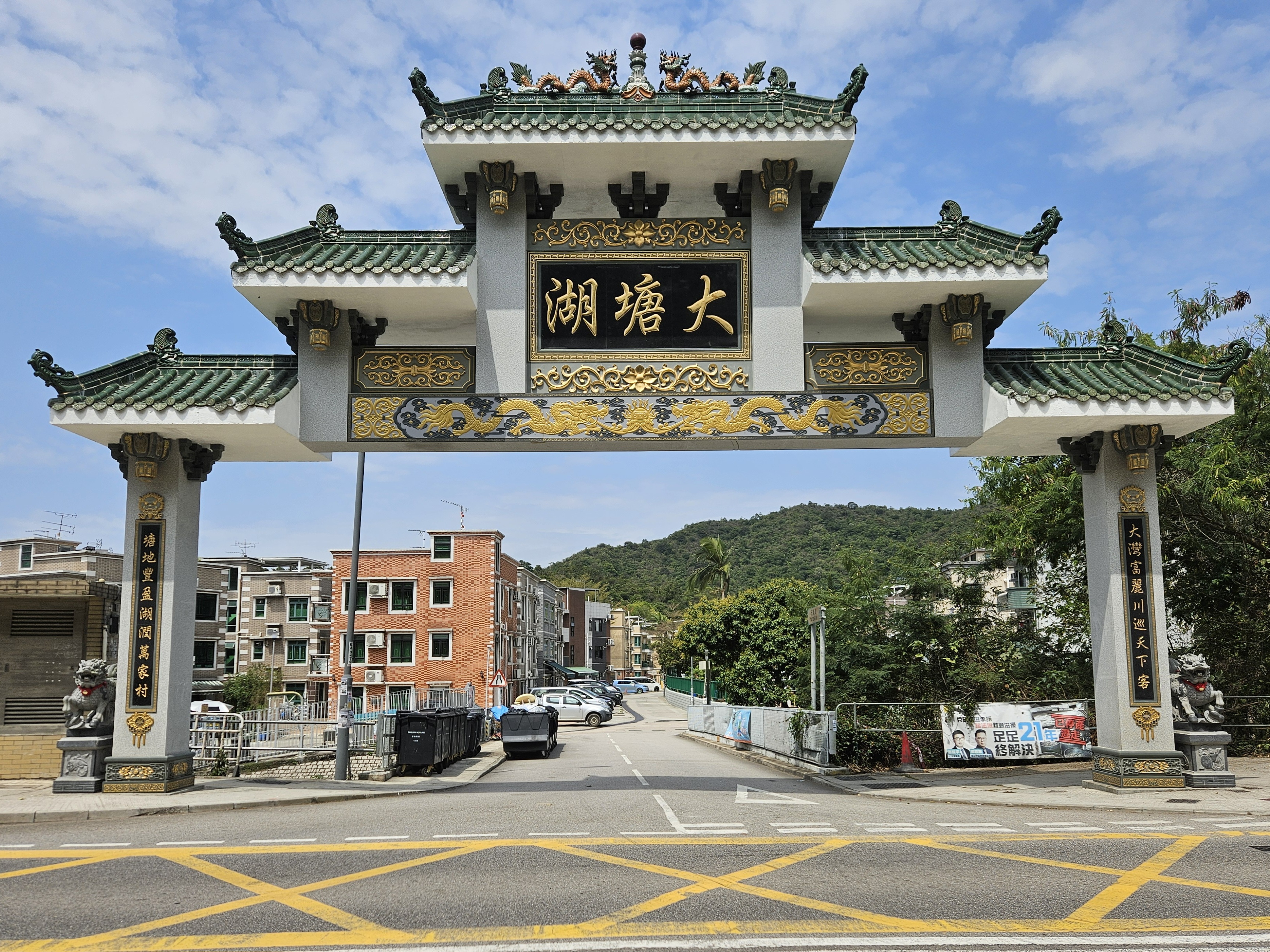
大塘湖牌坊（2024年3月）

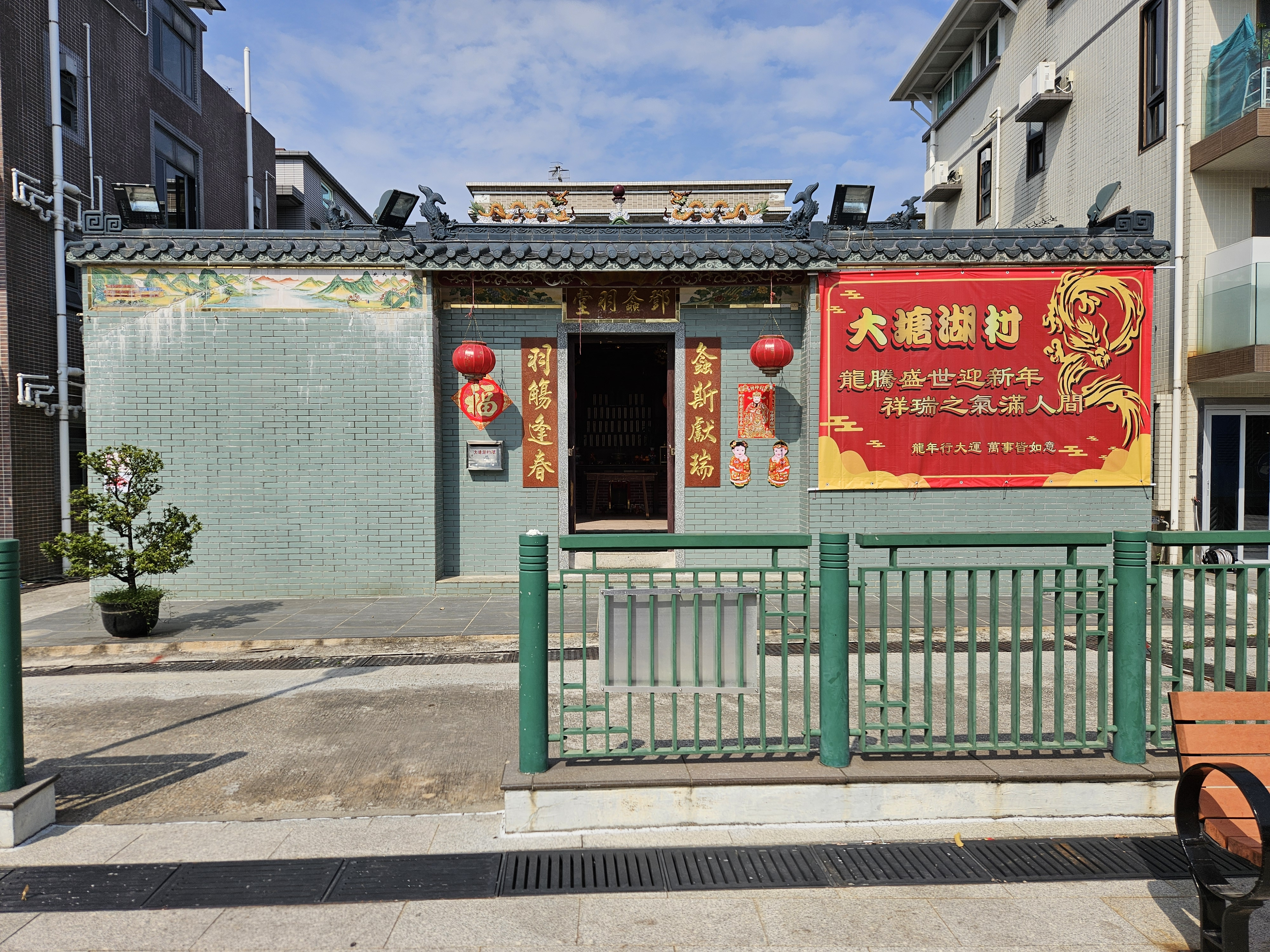
大塘湖內的鄧螽羽堂（2024年3月）

大塘湖（英語：Tai Tong Wu）是一條位於香港北區沙頭角的鄉村。

## 行政區劃
大塘湖是新界小型屋宇政策下其中一條認可鄉村，亦為沙頭角區鄉事委員會的鄉村代表之一。在選舉劃分上，該村為沙打選區的一部份，現任區議員為高維基。